# Youcat
Youcat (zkratka z anglických slov "youth catechism" – „katechismus pro mládež“) je oficiální katechismus katolické církve určený pro mládež. Veřejnosti byl představen v roce 2011, na jeho přípravě ale již od roku 2006 pracovala skupina převážně německojazyčných teologů, kněží a mladých křesťanů pod vedením vídeňského arcibiskupa kardinála Christopha Schönborna. Předmluvu napsal papež Benedikt XVI.
Nejde o vyčerpávající souhrn KKC, spíše o jakýsi výběr základních otázek s komentářem a dalšími materiály, které usnadňují pochopení tématu a jeho vztahu k vlastnímu životu. Přímé citace z KKC a komentáře autorů Youcatu jsou graficky odlišeny (otázky kurzivou, přímé citace tučně, ostatní materiály na okrajích stran). Akcentována jsou témata, která mají pro mladé čtenáře obzvlášť velký význam (sexualita, sociální nauka církve, konzumní společnost ve vztahu ke křesťanství).
Je sestaven formou otázek a odpovědí, vychází z přímých citací z Katechismu katolické církve i z originálních komentářů autorů, text je doplněn řadou ilustrací, převážně fotografií křesťanského umění a života křesťanské mládeže, ale i kreslených vtipů, k základnímu textu jsou navíc připojeny citace z Bible, spisů svatých a různých spisovatelů, křesťanských i ateistických (Friedrich Nietzsche, Ludwig Feuerbach), také definice základních pojmů a různé zajímavosti.
První část „Čemu věříme“ tvoří komentář k apoštolskému vyznání víry, druhá část „Jak slavíme křesťanská tajemství“ se zabývá liturgií a svátostmi, třetí část „Život v Kristu“ křesťanskou etikou a čtvrtá část „Jak se máme modlit“ modlitbou. Toto rozdělení katechismů má velmi dlouhou tradici, stejně byl rozvržen i Katechismus katolické církve a ještě starší Římský katechismus ze 16. století.
Výchozí německá verze vyšla 25. března 2011 v mnichovském nakladatelství Pattloch, česká verze, která je dílem překladatelky a výtvarnice Jindry Hubkové, vyšla téhož roku v Karmelitánském nakladatelství, celkem existují překlady do více než pětadvaceti jazyků včetně čínštiny a arabštiny. Youcat hrál významnou úlohu na Světových dnech mládeže 2011.
Youcat doplňuje modlitební kniha, vydaná v češtině pod názvem Youcat – Modlitební knížka pro mladé v roce 2012 Karmelitánským nakladatelstvím.
YouCat obdržel v lednu 2012 cenu za nejlepší německou učebnici roku 2011. Tato cena se uděluje více než dvacet let sdružením „Učit se pro německou a evropskou budoucnost“. Jejími dosavadními držiteli jsou učebnice z různých studijních oborů, avšak převážně z oblasti etiky, religionistiky a německé literatury. 

## Potíže překladů
První italské vydání bylo staženo z prodeje, když se ukázalo, že trpí velkým množstvím překladatelských chyb. Mediálně známé je, že mj. tvrdilo pravý opak oficiálního učení katolické církve ve věci mravní přípustnosti antikoncepce. První francouzské vydání bylo kvůli závažným překladatelským chybám skartováno dříve, než se dostalo do distribuce.